# Loopkat

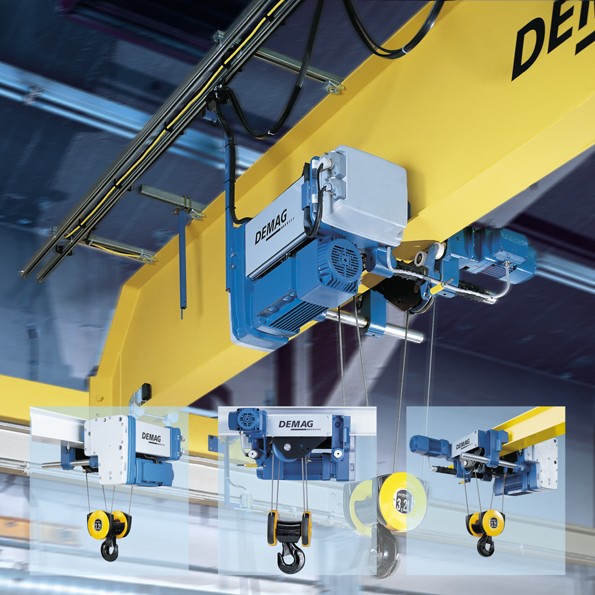

Een loopkat is een over een rail rijdend wagentje met een hijswerktuig (b.v. lier of takel) om lasten te verplaatsen.
Een loopkat rijdt meestal over de giek van een hijskraan of over een balk (portaalkraan) die loodrecht op zichzelf verplaatst kan worden. Zodoende kan een loopkat een groot gebied bestrijken.
Een loopkat wordt vrijwel altijd bewogen door een elektromotor, die met een wormwielkast de loopwielen aandrijft. De rijsnelheid is afhankelijk van de werkomstandigheden en het kraantype. Handbewogen takelkatten worden aan de haalketting, die de takel aandrijft, voortgetrokken. 
De motortakelkat wordt vanaf de grond bediend, waarbij de bestuurder met de kat meeloopt. Wanneer de loopkat over grote afstanden verreden moet worden (bij hangbanen e.d.) of over moeilijk begaanbaar terrein (kaden e.d.) wordt opzij van de loopkat een bestuurderscabine (mantrolley) gemonteerd. 
Bij de ‘takel met loopkat’ zijn de hijseigenschappen primair en de rijvoorwaarden secundair, terwijl bij ‘loopkat met takel’ de rijeigenschappen het belangrijkst zijn. Dit laatste type komt veel voor in combinatie met hangbanen. 
In de geneeskunde wordt een loopkat veel gebruikt bij de revalidatie voor patiënten met amputaties of patiënten die onbelast moeten leren lopen. Met een tuig wordt de patiënt omhooggetrokken door een kabel tot de belasting minimaal is, terwijl hij toch kan lopen.